# Molima
Le molima est une des langues de la pointe papoue qui fait partie des langues océaniennes. Elle est apparentée au dobu avec lequel elle partage 56 % du lexique. Il est parlé par 4 010 locuteurs dans la province de Milne Bay, dans la partie occidentale de Fergusson, dans le district d'Esa'ala, dans les villages intérieurs à Salakahadil et à Ebadidi et à Ni'ubuo, sur les côtes de Fagululu et la côte méridionale de Molima. Il porte aussi le nom d'Ebadidi, de Fagululu ou de Salakahadi.
Le terme de Molima indique davantage la côte sud (mais parfois à la zone tout entière), tandis que Ebadidi, Salakahadi, Ni'ubuo et Fagululu sont plus localisés.